# Плечевой пояс

Кости плечевого пояса человека

Плечевой пояс (пояс верхней конечности)  — совокупность костей (пары лопаток и ключиц) и мышц, обеспечивающих опору и движение верхних (передних) конечностей. У некоторых животных имеется третья парная кость плечевого пояса — коракоид. Кости плечевого пояса соединены акромиально-ключичными сочленениями. С грудной клеткой плечевой пояс соединяется посредством грудиноключичных сочленений и мышц, удерживающих лопатку, со свободной верхней конечностью — посредством плечевых суставов.
У некоторых млекопитающих (например, собак, лошадей) кости плечевого пояса представлены только лопатками, в связи с чем плечевой пояс соединяется с осевым скелетом лишь посредством мышц.